# Direita (política)
No espectro político, a direita descreve uma visão ou posição específica que normalmente aceita a hierarquia social ou desigualdade social como inevitável, natural, normal ou desejável. Esta postura política geralmente justifica esta posição com base no direito natural e na tradição.
O termo "direita" tem sido usado para se referir a diferentes posições políticas ao longo da história. Os termos "política de direita" e "política de esquerda" foram cunhados durante a Revolução Francesa (1789–1799), e referiam-se ao lugar onde políticos se sentavam no parlamento francês; os que estavam sentados à direita da cadeira do presidente parlamentar foram amplamente favoráveis ao antigo regime, o Ancien Régime.
A original Direita na França foi formada como uma reação contra a Esquerda e era composta por políticos que defendiam a hierarquia, a tradição e o clericalismo. A utilização da expressão la droite (a direita) tornou-se proeminente na França após a restauração da monarquia, em 1815, quando la droite foi aplicada para descrever a ultramonarquia. Em países de língua inglesa, o termo não foi utilizado até ao século XX, quando passou a descrever discretamente a posição que políticos e ideólogos defendiam no plano de governo que apresentavam.

## História

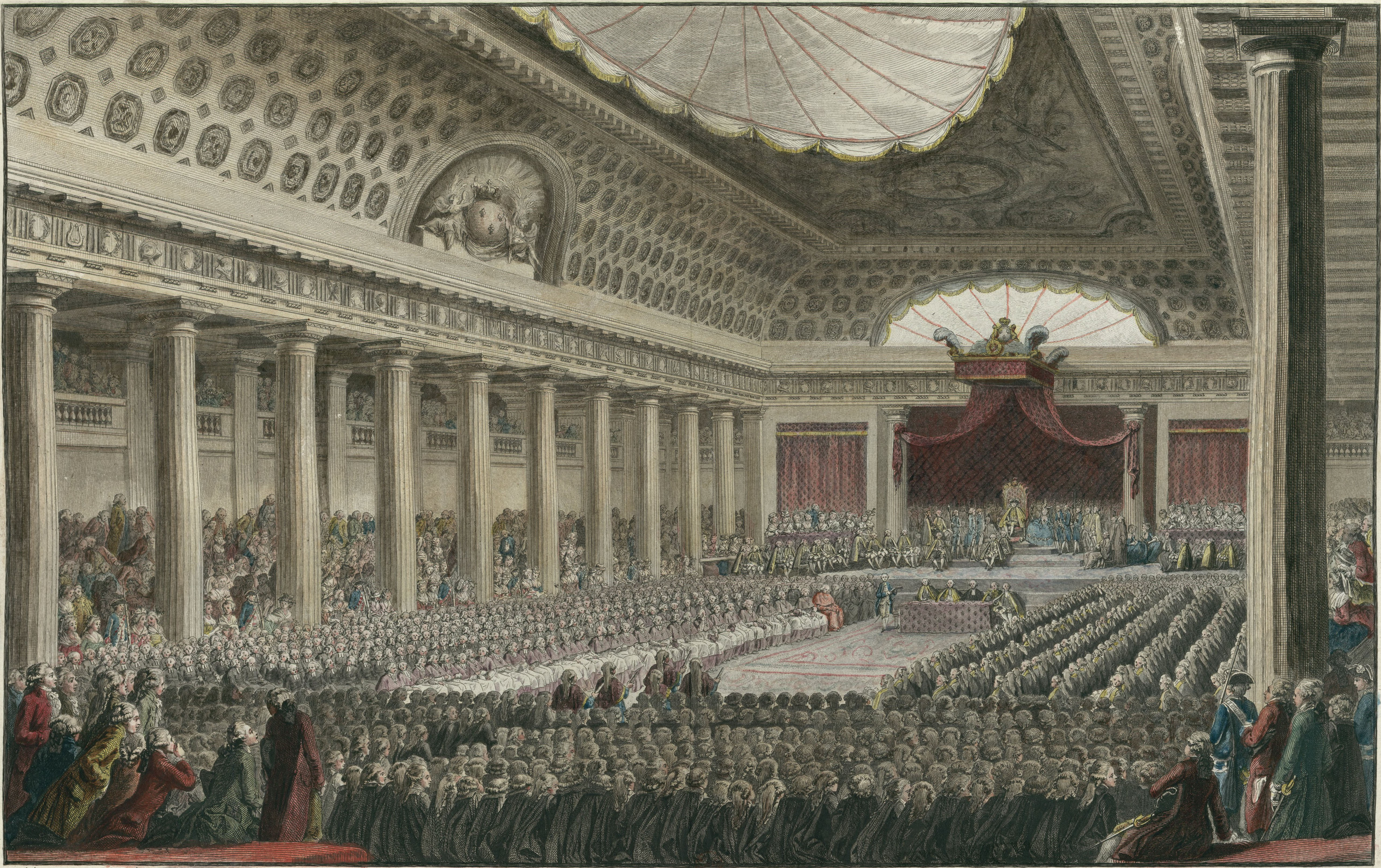
Abertura da Assembleia dos Estados Gerais (Versalhes, 5 de maio de 1789).

Os termos "esquerda" e "direita" apareceram durante a Revolução Francesa de 1789, quando os membros da Assembleia Nacional dividiam-se em partidários do rei à direita do presidente e simpatizantes da revolução à sua esquerda. Um deputado, o Barão de Gauville explicou:
"Nós começamos a reconhecer uns aos outros: aqueles que eram leais à religião e ao rei, ficaram sentados à direita, de modo a evitar os gritos, os juramentos e indecências que tinham rédea livre no lado oposto".
No entanto, a direita se pôs contra a disposição dos assentos, porque acreditavam que os deputados devessem apoiar interesses particulares ou gerais, mas não formar facções ou partidos políticos. A imprensa contemporânea, ocasionalmente, usa os termos "esquerda" e "direita" para se referir a lados opostos ou que se opõem. Ao longo do século XIX na França, a principal linha divisória de Esquerda e Direita foi entre partidários da República e partidários da Monarquia.

## Posições
O conceito de direita "varia entre sociedades, épocas históricas, sistemas políticos e ideologias". De acordo com o The Concise Oxford Dictionary of Politics, nas democracias liberais, a direita política se opõe ao socialismo e à social-democracia. Os partidos de direita incluem conservadores, democratas-cristãos, liberais e nacionalistas, e os da extrema-direita incluem nacional-socialistas e fascistas.
Houve críticas consideráveis sobre a redução da política num simples eixo esquerda-direita. Friedrich Hayek sugere que é errado ver o espectro político como uma linha, com os socialistas à esquerda, os conservadores à direita e os liberais no meio. Ele posiciona cada grupo, no canto de um triângulo.
Eatwell e O'Sullivan dividem a Direita em cinco tipos: 'reacionária', 'moderada', 'radical', 'extrema', e 'nova'. Cada um destes "estilos de pensamento" são vistos como "respostas para a esquerda", incluindo tanto o liberalismo e o socialismo, que surgiram desde a Revolução Francesa de 1789.
- A "direita reacionária" olha para o passado e é "aristocrática, religiosa e autoritária".[21]
- A "direita moderada" é tipificada pelos escritos de Edmund Burke. É tolerante à mudança, desde que seja gradual e aceita alguns aspectos do liberalismo, incluindo o Estado de direito e o capitalismo, embora veja o radical laissez-faire e o individualismo como prejudiciais para a sociedade. Muitas vezes, promove políticas de assistência social e nacionalismo.[22]
- A "direita radical" é um termo desenvolvido depois da Segunda Guerra Mundial para descrever grupos tão diferentes como macartismo, a John Birch Society, o Republikaner Parte na Alemanha Ocidental, e assim por diante. Eatwell salienta que esse uso tem "grandes problemas tipológicos" e que o termo "também tem sido aplicado a evoluções claramente democráticas",[23] incluindo o populismo de direita e vários outros subtipos.[24]
- A "extrema-direita" tem 4 características de acordo com Roger Eatwell: "1) antidemocracia, 2) nacionalismo, 3) racismo; 4) estado forte". Ele acrescenta que a violência agora não é mais uma característica.[25]
- A "nova direita" consiste dos conservadores liberais, que enfatizam um governo pequeno, mercados livres e a iniciativa individual.[26]

O cientista político francês René Rémond propôs (em Les Droites en France), sobretudo a pensar no seu país, uma classificação tripartida:
- Direita legitimista: monárquica, tradicionalista, clerical, pró-Antigo Regime;
- Direita orleanista: liberal e parlamentar (durante muito tempo desconfiada do sufrágio universal);
- Direita bonapartista: populista e nacionalista, com atração por líderes carismáticos e hostil ao parlamentarismo e ao "jogo dos partidos".

Jaime Nogueira Pinto sugere uma divisão entre "direita conservadora" e "direita revolucionária": a primeira (exemplos: o conservadorismo anglo-saxônico, a democracia-cristã europeia, grande parte das antigas ditaduras militares sul-americanas) defende a preservação de valores intemporais (fruto da revelação religiosa ou da consagração pela história) e equilíbrios sociais contra a ideia de ser possível criar uma sociedade melhor a partir de projetos teóricos e racionalistas; já a segunda (exemplos: bonapartismo, boulangismo, fascismo, peronismo, nasserismo) orienta-se por projetos de transformação social (ainda que distinto dos da esquerda), frequentemente de conteúdo nacionalista, interclassista e caudilhista.
Outros autores fazem uma distinção entre a centro-direita e a extrema-direita. Partidos da centro-direita em geral apoiam a democracia liberal, o capitalismo, a economia de mercado (embora possam aceitar a regulamentação do governo para controlar monopólios), os direitos a propriedade privada e um estado de bem-estar público limitado (p. ex., o fornecimento pelo governo de educação e assistência médica). Eles apoiam o conservadorismo, e o liberalismo econômico, e opõem-se ao socialismo, e ao comunismo. O termo extrema-direita, pelo contrário, é usado para descrever aqueles que são a favor de um governo absolutista, que usa o poder do Estado para apoiar um grupo étnico ou religião dominante e assim criminalizar outras etnias ou religiões. Exemplos típicos de líderes a quem o rótulo extrema-direita é freqüentemente aplicado são Francisco Franco, na Espanha, e Augusto Pinochet, no Chile.
A respeito da diversidade de posições consideradas de direita, o conservador norte-americano Thomas Sowell considera que:
"Aquilo a que se chama Direita são simplesmente os vários e distintos oponentes da Esquerda. Esses oponentes da Esquerda podem não partilhar nenhum princípio específico, muito menos um programa comum, e podem ir desde libertaristas defensores do mercado livre a até defensores da monarquia, da teocracia, da ditadura militar, ou outros ínumeráveis princípios, sistemas ou agendas".

### Economia

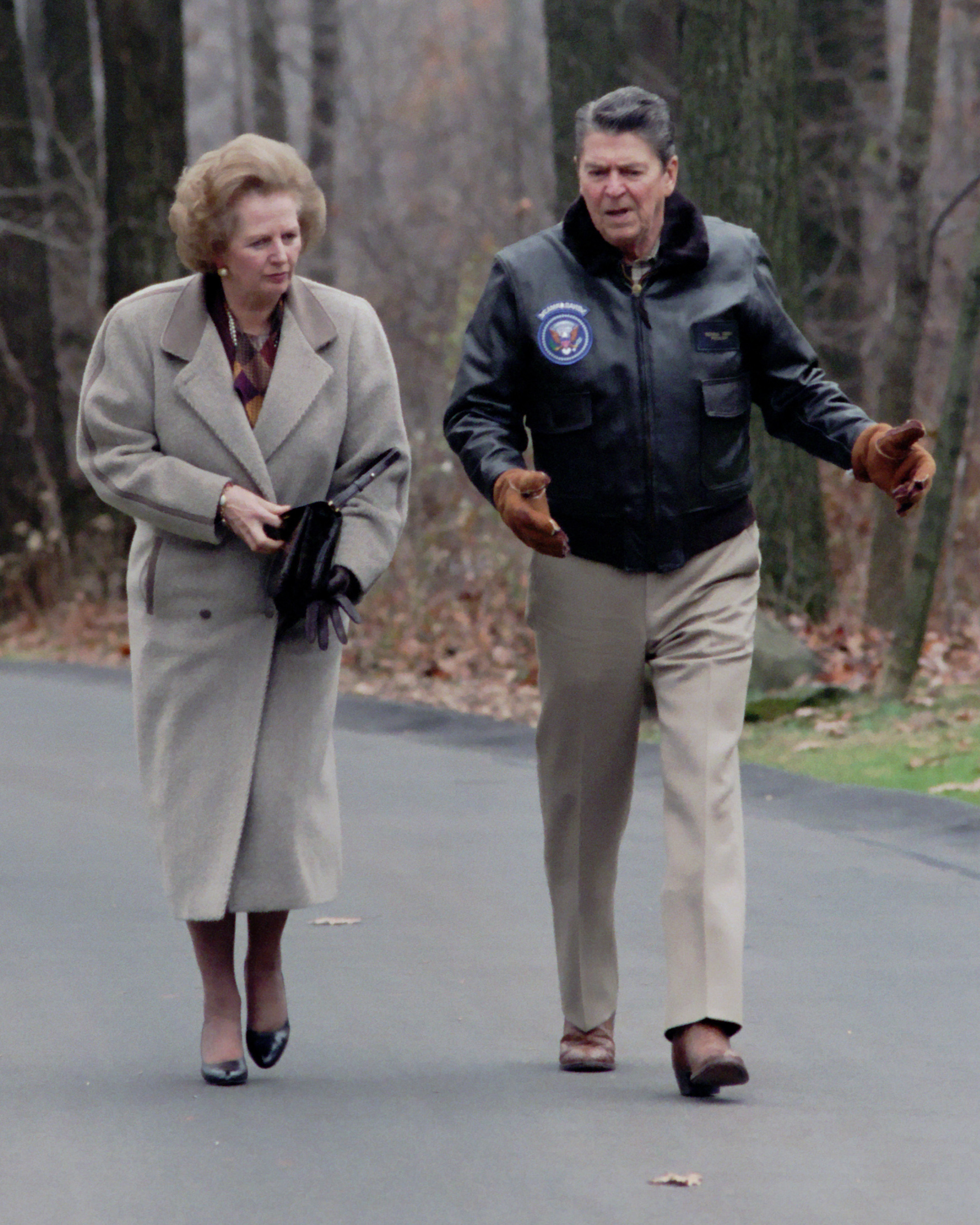
Margaret Thatcher e Ronald Reagan (Camp David, EUA, 1986).

Na França, após a Revolução Francesa, a Direita lutou contra o crescente poder dos que enriqueceram através do comércio e procurou preservar os direitos da nobreza hereditária. Eles estavam desconfortáveis com o capitalismo, com o Iluminismo, com o individualismo, e com o industrialismo, e lutaram para manter as hierarquias sociais e instituições tradicionais.
No século XIX, a Direita mudou e passou a apoiar o novo-rico em alguns países europeus, especialmente na Inglaterra, em vez de favorecer a nobreza em detrimento dos industriais, e favorecer os capitalistas sobre a classe operária (ver: Modernização conservadora). Outras correntes de direita no continente, como Carlismo, na Espanha, e movimentos nacionalistas, na França, Alemanha, e Rússia, mantiveram-se hostis ao capitalismo e ao industrialismo. Há ainda alguns movimentos de direita hoje, nomeadamente o francês Nouvelle Droite (nova direita), CasaPound, e americanos paleoconservadores, que muitas vezes se opõem à ética capitalista, e aos efeitos que têm na sociedade como um todo, o que eles veem como infringidor ou causador da decadência das tradições sociais ou hierarquias que veem como essencial para a ordem social (ver: Anticapitalismo).
"Nova Direita" é um termo criado pela esquerda francesa e usado em vários países para descrever políticas ou grupos de direita. Também tem sido usado para classificar partidos políticos surgidos na Europa Oriental após o colapso da União Soviética e dos regimes comunistas de inspiração soviética.
Alt-right (direita alternativa) é uma linha de pensamento que surge como uma alternativa ao atual modelo conservador estadunidense. Milo Yiannopoulos, apontado como um dos representantes desta corrente, afirma que alguns "jovens rebeldes" são atraídos para a direita, não por razões profundamente políticas, mas "porque isto promete diversão, transgressão e desafio às normas sociais".
Nos tempos modernos, o termo "direita" é, por vezes, utilizado para descrever capitalismo laissez-faire, embora isso não seja uma definição precisa. Na Europa, os burgueses formaram alianças com a direita durante seus conflitos com os trabalhadores após 1848. Na França, o apoio da direita ao capitalismo pode ser rastreado ao final do século XIX. A chamada direita neoliberal, popularizada por Ronald Reagan e Margaret Thatcher, combina o suporte ao mercado livre, a privatização, e a desregulamentação, com apoio da direita tradicional para a conformidade social. Liberalistas de direita suportam uma economia descentralizada baseada em liberdade econômica, e afirmam que os direitos à propriedade, ao mercado livre, e ao livre comércio, como as formas mais importantes de liberdade. Russell Kirk acreditava que a liberdade e o direito a propriedade eram interligados. Anthony Gregory escreveu que o liberalismo de direita, "pode se referir a qualquer número de variáveis e, por vezes, as orientações políticas que se excluem mutuamente". Ele sustenta que a questão não é ser de direita ou de esquerda, mas "se uma pessoa vê o Estado como um grande perigo ou apenas outra instituição a ser reformada e dirigida para um objetivo político".
Os conservadores autoritários e os de extrema-direita têm apoiado fascismo e corporativismo.

### Nacionalismo
Na França, o nacionalismo foi originalmente uma ideologia republicana e de esquerda. Depois do período de boulangismo, e do Caso Dreyfus, o nacionalismo tornou-se uma característica da ala-direita. Nacionalistas de direita procuraram definir e defender a "verdadeira" identidade nacional a partir de elementos que consideraram ter corrompido essa identidade. Alguns eram nacionalistas étnicos, o que, de acordo com o darwinismo social, aplicavam o conceito de "sobrevivência do mais apto" para nações e raças. O nacionalismo de direita foi influenciado pelo nacionalismo romântico, em que o Estado deriva sua legitimidade política da unidade orgânica daqueles que governa. Isto inclui, geralmente, a língua, a raça, a cultura, a religião e os costumes da "nação", as quais "nasceram" dentro de sua cultura. Articulado com o nacionalismo de direita, está o conservadorismo cultural, que apoia a preservação do patrimônio de uma nação ou cultura e, muitas vezes, vê desvios de normas culturais como uma ameaça existencial.

### Direito natural e tradicionalismo
Política de direita, geralmente, justifica uma sociedade hierárquica, com base na lei da natureza ou tradições.
O tradicionalismo foi defendido por um grupo de professores universitários dos EUA (chamados de "neoconservadores", pela imprensa popular) que rejeitaram os conceitos de individualismo, liberalismo, modernidade, progresso social, e procuravam, ao invés disso, promover o que eles identificavam como renovação cultural e educacional, além de um interesse reavivado ao que T. S. Eliot referia-se como "coisas permanentes" (conceitos percebidos pelos tradicionalistas como verdades que perduram de geração em geração ao lado de instituições básicas da sociedade ocidental, como a igreja, a família, o Estado e a vida da comunidade).
O termo "valores familiares" tem sido usado como um chavão por partidos de direita, como o Partido Republicano, nos Estados Unidos, o Family First Party, na Austrália, o Partido Conservador no Reino Unido, e o Bharatiya Janata Party, na Índia, para descrever o apoio a famílias tradicionais e oposição a mudanças do mundo moderno na forma como as famílias vivem. Partidários de direita de "valores da família" podem opor-se a aborto, eutanásia, homossexualidade, e adultério.

### Populismo
O populismo de direita é uma combinação de etnonacionalismo com o antielitismo, usando uma retórica populista para fornecer uma crítica radical das instituições políticas existentes. De acordo com Margaret Canovan, um populista de direita é:
"…um líder carismático, usando a tática do populismo dos políticos para ir além dos políticos e da elite intelectual, e apelar para os sentimentos reacionários da população, muitas vezes usando de sua pretensão de falar para as pessoas através de referendos".
Na Europa, o populismo de direita muitas vezes toma a forma de desconfiança em relação à União Europeia, e dos políticos em geral, combinado a uma retórica anti-imigração, e uma chamada para um retorno aos valores tradicionais e nacionais.

### Religião
O apoio de um governo para uma religião estabelecida era associado ao original conceito francês de "direita". Joseph de Maistre argumentou a autoridade indireta dos Papas sobre questões temporais. De acordo com Maistre, apenas os governos fundados sobre a constituição cristã, implícita nos costumes, e instituições de todas as sociedades europeias, mas sobretudo em monarquias católicas europeias, poderiam evitar a desordem e o derramamento de sangue que se seguiu da implementação de programas políticos racionalistas, como na Revolução Francesa. A Igreja da Inglaterra foi criada por Henrique VIII. Alguns clérigos têm cadeiras na Câmara dos Lordes, mas são considerados politicamente neutros, em vez de definidos de direita ou esquerda.

### Estratificação social
A política de direita envolve, em graus variados, a rejeição de objetivos igualitários da política de esquerda, alegando que a desigualdade econômica é natural e inevitável, ou que é até mesmo benéfica para a sociedade. As ideologias de direita, e seus movimentos, apoiam a ordem social. A original francês direita foi chamada de "o partido da ordem", e considerava que a França precisasse de um forte líder político para manter a ordem.
O conservador estudioso britânico R. J. White, que rejeita o igualitarismo, escreveu:
"Os homens são iguais perante a Deus e as leis, mas desiguais em tudo o mais, a hierarquia é a ordem da natureza, e o privilégio é a recompensa do serviço honroso".
O conservador norte-americano Russell Kirk também rejeita o igualitarismo como imposição de mesmice, afirmando:
"Os homens são criados diferentes e um governo que ignora esta lei torna-se um governo injusto porque sacrifica a nobreza em favor da mediocridade".
Ele tomou como um dos "cânones" do conservadorismo o princípio de que a "sociedade civilizada exige ordens e classes". Os liberalistas de direita rejeitam a igualdade coletiva ou imposta pelo Estado por prejudicialmente recompensar o mérito pessoal, a iniciativa, e o espírito empreendedor (ver: Meritocracia). Na sua opinião, é injusto, limita a liberdade pessoal, e leva a uniformidade social e mediocridade.

## Controvérsias
Alguns autores, como Erik von Kuehnelt-Leddihn ("Liberty or Equality" e "Leftism, From de Sade and Marx to Hitler and Marcuse"), e Anthony James Gregor, argumentam que o nacional-socialismo, e o fascismo, são de esquerda (ver: Comparação entre nazismo e stalinismo), baseando-se na política econômica centralmente planejada, característica de tais regimes. No entanto, diversos regimes tradicionalmente situados na direita política apresentaram economias planejadas ou fortemente estatizadas, como a atual economia da Arábia Saudita, e algumas ditaduras latino-americanas. Os integralistas brasileiros (grupo que esposa valores evidentemente "direitistas") defendiam a economia planificada.
A partir do século XX, o termo extrema-direita passou também a ser utilizado por alguns para o fascismo, bem como para grupos ultranacionalistas. Há um considerável consenso a respeito do caráter de extrema-direita dos fascismos ocidentais. Benito Mussolini, líder do fascismo italiano, declarava-se de direita. Alguns autores argumentam que os regimes totalitaristas do século XX, eram de esquerda, devido à economia planejada, característica, segundo os autores, de tais regimes. Essa tese tem pouco crédito perante o consenso acadêmico, embora os especialistas concordem que a definição do fascismo no espectro político é complexa. Estudiosos, como Emilio Gentile, classificam o fascismo como um sincretismo ideológico.

## Por país

### Brasil

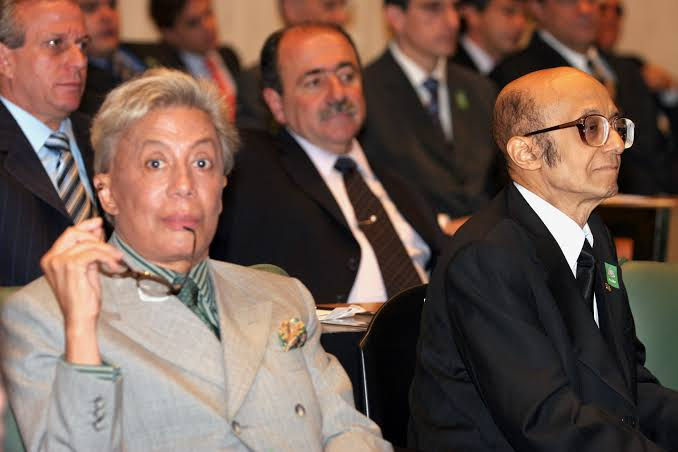
Clodovil Hernandes e Enéas Carneiro, dois políticos que são muito ligados à direita no Brasil.

Pesquisa Datafolha divulgada em 04 de junho de 2022 revela que 34% do eleitorado brasileiro se define como sendo de direita, 17% de centro e 49% de esquerda.
No país há políticos que se identificam pertencentes à direita, como Jair Bolsonaro e seus filhos, Eduardo Bolsonaro e Flávio Bolsonaro, do PL e Republicanos respectivamente, Onyx Lorenzoni Também do PL, Denise Abreu do Patriota, e Demóstenes Torres (sem partido). Em 2016, os dois únicos partidos que se declararam abertamente de direita no Brasil foram o PRTB e o PSC. O Partido Novo. homologado em 2015, também é frequentemente identificado com a direita, dada a ideologia economicamente liberal, e sua defesa da intervenção mínima do Estado na sociedade, apesar de não se declarar como direitista. Também há a volta de movimentos conservadores, como a Frente Integralista Brasileira (FIB), que reivindica a herança da extinta Ação Integralista Brasileira, dentre alguns outros, além daqueles que podem ser classificados como centro-direita.
O antipetismo, o conservadorismo moral e os princípios neoliberais constituem "ideias-força" da direita contemporânea no Brasil, como ressalta a socióloga Débora Messenberg, a partir da análise do discurso de formadores de opinião em páginas no Facebook, blogs e jornais em 2015.

### Chile
Segundo uma pesquisa nacional da UDP , em 2007, 17% dos chilenos se identificaram com a direita, 15% com a esquerda, 28% com o centro e 40% dos entrevistas não se identificaram com nenhuma orientação política específica.

### Estados Unidos
Segundo o instituto de pesquisa Gallup, 41% dos americanos se identificam como conservadores (Direita), 36% como moderados, e 21% como liberais.

### Israel
Segundo pesquisa da fundação Friedrich Ebert 62% dos jovens israelenses (de 15 a 24 anos) se consideram de direita, contra 25% de indecisos e 12% de esquerdistas.

### Reino Unido
O Partido Conservador e Unionista (em inglês: Conservative and Unionist Party), comumente conhecido como Partido Conservador (Conservative Party), é um partido político conservador do Reino Unido associado à direita política. Os primeiros ministros do partido conservador britânico estiveram à frente do governo durante 57 anos do século XX. 
O Partido Liberal, era visto como um partido mais ao centro, o seu sucessor o Partido Liberal Democrata é um partido de centro-esquerda e o quarto maior partido do Reino Unido (terceiro de Inglaterra, e quarto da Escócia, quinto do País de Gales e não existindo na Irlanda do Norte), e manteve uma coligação política de centro-direita com o partido Conservador, entre 2011 e 2015.